# Joseph Venturini
Joseph Venturini, né le 17 juin 1924 à Porto-Vecchio et mort le 29 novembre 1998 à Lille, est un professeur de littérature anglaise et italienne. Romancier, poète, peintre et essayiste de langue française.
Né en Corse en 1924, de père toscan et de mère française, il étudia la langue anglaise en France et en Angleterre. Durant son séjour en Grande-Bretagne, il fut assistant de langue française à la Royal Grammar School de Newcastle-upon-Tyne. Agrégé en littérature anglaise, il exerça le métier de professeur de langue et littérature anglaise dans les établissements français d'enseignement supérieur. À la fin des années 1960, il travailla également une thèse doctorale en études italienne médiévale qui fut invalidée par le jury en dépit du caractère novateur de celle-ci. En effet, donnant une lecture atypique de la Vita Nova, œuvre de jeunesse du poète florentin Dante Alighieri (1265-1321), Joseph Venturini voulut dégager l'œuvre dantesque du carcan des diverses traditions exégétiques européennes, qu'elles soient théologique, symboliste, littéraire et réaliste afin de permettre des lectures moins orientées culturellement, surtout moins « nécrophile » à l'encontre des sens « pulsionnels » qui travaillent de l'intérieur l'édifice textuel dantesque, qui échappent selon J. Venturini à toutes tentatives de fixations et par conséquent toujours occultés par le langage philosophique et empiriste de la dantologie officielle ancienne et moderne,.
Cette lecture non conventionnelle et atypique des œuvres poétiques de Dante Alighieri fut par la suite prolongée et approfondie par l'auteur dans ses œuvres littéraires ultérieures, toutefois toujours dans le cadre de la culture littéraire européenne moderne, dont il analyse les caractéristiques poétiques et anthropologiques fondamentales dans son dernier essai, posthume, Le Divin Robot (éd. L'Harmattan, Paris, 2002).
Il enseigna la littérature italienne durant toute sa carrière universitaire, d'abord à la faculté de Lettres de Clermont-Ferrand (1958-1963) puis à la faculté de Lettres de Lille (1963-1992), dans laquelle il anima des séminaires d'études sur diverses périodes de l'histoire culturelle italienne: la poésie médiévale (Dolce Stil novo; Dante Alighieri; Guido Cavalcanti), la poésie lyrique sentimentale (Francesco Petrarca), la poésie narrative de la Renaissance (Torquato Tasso), la poésie moderne du romantisme italien (Giacomo Leopardi), le romanesque italien "Art déco" au XXe siècle (Moravia).
Joseph Venturini possédait une réelle "vitalité théorique" particulièrement originale au regard des cadres interprétatifs en vigueurs dans le milieu universitaire de son époque. Une qualité d'analyse des œuvres de la culture anglaise, française et italienne substantialisées dans un mouvement général tendant à dés-habiller frontalement les enjeux culturels derrière les lieux communs littéraires et artistiques anciens et modernes, qui irriguent toutes formes de création, littéraire, poétique et picturale jusqu'à' nos jours.